# Sochaczew
Sochaczew - járási város Lengyelországban. 2007. december 31-én a városnak 38 527 lakosa volt.

## Fekvése
Az ország középső részén, a Mazóviai vajdaságban található, a Bzura, a Pisia és az Utrata folyó partjainál, 45 kilométerre Varsótól.

## Kerületei
- Központ (Centrum)
- Chodaków
- Trojanów
- Boryszew
- Karwowo
- Rozlazłów

## Műemlékek és látnivalók
- Mária-templom Trojanówban (1783), újjáépült 1916 és 1919 közt egy nagy tűzvész után.  A harangtornya a 18. századból való.
- Szatócsüzletek (1828-1833), Bonifacy Witkowski tervei alapján épültek (újjáépítés 1914 után).
- Régi városháza a Kościuszko téren, 1828-ban épült Bonifacy Witkowski terve alapján (újjáépült 1918 után), jelenleg a Muzeum Ziemi Sochaczewskiej i Pola Bitwy nad Bzurą (Sochaczewi Föld és Bzura-csatatér Múzeuma) székhelye.
- Mazóviai hercegek várának maradványai (14. század, elpusztított 1655-ben a lengyel-svéd háború alatt, újjáépítettél 1789-1790 közt, 1794-ben teljesen lerombolták a poroszok, 1935-1936 közt restaurálták.
- Czerwonkai palota parkkal, 1800 körül épült, Hilary Szpilowski terve alapján klasszicista stílusban, a hozzáépített rész 1870-ből származik, a palota délkeleti szárnyát 1984-től 1985-ig átépítették. Jelenleg Állami Zeneiskola Sochaczew székhelye.
- Chodakówi udvar (19. század),  átépítették 1920-ban. Park tartozik hozzá, amelyben tehénistálló és magtár (19. század) van.
- Szent Béla-Temető.

## Múzeumok
- Muzeum Ziemi Sochaczewskiej i Pola Bitwy nad Bzurą (Sochaczewi Föld és Bzura-csatatér Múzeuma).
- Muzeum Kolei Wąskotorowej w Sochaczewie (Keskeny Vágányú Vasút Múzeuma)- 200 régi mozdonyt tartalmazó gyűjtemény.

## Érdekességek
- Sochaczewban létezett egy muzulmán temető, amelyből csak egy kis muzulmán kápolna maradt.
- Sochaczewi zsidó temető Lengyelország legrégibb zsidó temetője. Sochaczewban már 1427-ben éltek zsidók.
- 1556-ban a sochaczewi piacon a Łowiczi egyházmegyei Püspöki Biróság ítéletének értelmében máglyán megégettek három személyt,  két zsidó férfit és egy lengyel leányt a szent ostya meggyalázásának vádja miatt.

## Ipar
- Vegyipar: Boryszew ERG S.A., Uponor Polska Sp. z o.o., Chodakowskie Zakłady Włókien Chemicznych Chemitex
- Élelmiszeripar: Mars Polska Sp. z o.o.
- PCB Plecewice S.A., Verona Products Professional Sp. z o.o., Energop Sp. z o.o., Sarens-Polska Sp. z o.o.

## Testvérvárosok
- Melton, Egyesült Királyság

## Bibliográfia
- Russocki Stanisław (szerk.): Dzieje Sochaczewa i Ziemi Sochaczewskiej. Varsó: Książka i Wiedza, 1970.
- Rożej Marian: Zabytki architektury województwa skierniewickiego. Skierniewice: Wydział Kultury i Sztuki Urzędu Wojewódzkiego w Skierniewicach.